# Список наркоматов и министерств БССР
В списке представлены народные комиссариаты и министерства Белорусской ССР. В сентябре 1991 года все министерства, даты расформирования которых не указаны, переименованы в соответствующие министерства Республики Беларусь.

## Алфавитный список
| А Б В Г Д Е Ж З И К Л М Н О П Р С Т Ф Х Ю |

### А
- Народный комиссариат автомобильного транспорта БССР (28 июля 1939 — март 1946)[1]
  - Министерство автомобильного транспорта БССР (март 1946 — 29 июня 1953; 12 июля 1956 — 29 мая 1957; 23 апреля 1963 — 16 / 18 июня 1988)[2][3]
  - Министерство автомобильного транспорта и шоссейных дорог БССР (17 ноября 1953 — 12 июля 1956)[2]

### Б
- Министерство бумажной и деревообрабатывающей промышленности БССР (1956 — 1957)
- Министерство бытового обслуживания населения БССР (13 августа 1966 — 9 июля / 1 ноября 1990)[4][5][6]

### В
- Министерство вкусовой промышленности БССР (19 июня 1947 — 1 апреля 1949)[7]
- Народный комиссариат внутренней торговли БССР (25 июля 1924 — 8 мая 1926; 3 сентября 1934 — 3 апреля 1938)[8]
- Народный комиссариат внутренних дел БССР (декабрь 1920 — 22 декабря 1930; 15 июля 1934 — 26 марта 1946)[9][10]
  - Министерство внутренних дел БССР (26 марта 1946 — 5 сентября 1962; с 9 декабря 1968)[11][12]
- Министерство водного хозяйства БССР (с 16 июля 1990)[13]
- Министерство высшего, среднего специального и профессионального образования БССР (6/22 августа 1959 — 6 мая 1966)[14]
  - Министерство высшего и среднего специального образования БССР (6 мая 1966 — 11 мая 1988)[15][16]

### Г
- Министерство городского и сельского строительства БССР (4 сентября 1954 — 15 мая 1957)[17]
- Народный комиссариат государственного контроля БССР (16 ноября 1940 — март 1946)[18]
  - Министерство государственного контроля БССР (март 1946 — 25 февраля 1958)[19]
- Народный комиссариат государственной безопасности БССР (4 марта 1941 — 3 августа 1941; 3 декабря 1943 — март 1946)[10][20]
  - Министерство государственной безопасности БССР (март 1946 — 17 апреля 1953)[10][20]

### Д
- Министерство дорожного и транспортного хозяйства БССР (указ от 29 июня/создано 1 июля 1953 — 17 ноября 1953)[21]

### Ж
- Министерство животноводства БССР (13 мая 1946 — 15 февраля 1947)[22]
- Народный комиссариат жилищно-гражданского строительства БССР (4 октября 1944 — март 1946)[23]
  - Министерство жилищно-гражданского строительства БССР (март 1946 — 4 сентября 1954)[24]
- Министерство жилищно-коммунального хозяйства БССР (с 14 марта 1973)[25]

### З
- Министерство заготовок БССР (24 марта 1961 — 3 апреля 1962)[26]
- Народный комиссариат здравоохранения БССР (17 декабря 1920 — март 1946)[27]
  - Министерство здравоохранения БССР (с март 1946)
- Народный комиссариат земледелия БССР (декабрь 1920 — март 1946)[28]
  - Министерство земледелия БССР (март 1946 — 15 февраля 1947)[22]

### И
- Народный комиссариат по иностранным делам БССР (декабрь 1920 — 30 ноября 1923)[29]
- Народный комиссариат иностранных дел БССР (24 марта 1944 — 26 марта 1946)[30]
  - Министерство иностранных дел БССР (с 26 марта 1946)[9]

### К
- Министерство кинематографии БССР (13 мая 1946 — 8 мая 1953)[31][32]
- Народный комиссариат коммунального хозяйства БССР (25 июля 1931 — март 1946)[33]
  - Министерство коммунального хозяйства БССР (март 1946 — 29 мая 1957; 5 февраля 1968 — 14 марта 1973)[33][34][25]
- Министерство культуры БССР (с 8 мая 1953)[35]

### Л
- Народный комиссариат лёгкой промышленности БССР (апрель 1932 — 3 сентября 1934; 25 декабря 1936 — март 1946)[36]
  - Министерство лёгкой промышленности БССР (март 1946 — 17 апреля 1953; октябрь 1955 — 27 мая 1957; с 21 октября 1965)[37][38]
- Министерство лёгкой и пищевой промышленности БССР (17 апреля 1953 — 30 октября 1953)[39]
- Министерство лесного хозяйства БССР (1 июля 1947 — 23 апреля 1953; с 8 августа 1966)[40][41]
- Народный комиссариат лесной промышленности БССР (25 декабря 1936 — сентябрь 1941; 14 декабря 1943 — март 1946)[42]
  - Министерство лесной промышленности БССР (март 1946 — 19 августа 1948; 30 марта/10 апреля 1951 — 22 апреля 1953, 14 мая 1954 — 8 июля 1957; 13 мая 1988 — 26 апреля 1991)[43][44][45]
  - Министерство лесной и бумажной промышленности БССР (19 августа 1948 — 30 марта/10 апреля 1951, 22 апреля 1953 — 14 мая 1954)[46]
  - Министерство лесной, целлюлозно-бумажной и деревообрабатывающей промышленности БССР (21 октября 1965 — 25 июля 1968; 20 августа 1986 — 13 мая 1988)[47][48]
  - Министерство лесной и деревообрабатывающей промышленности БССР (25 июля 1968 — 20 августа 1986)[49]

### М
- Народный комиссариат мелиорации БССР (15 марта 1941 — март 1946)[50]
  - Министерство мелиорации БССР (март 1946 — 24 апреля 1953; 26 марта 1954 — 30 мая 1957)[51][52]
- Министерство мелиорации и водного хозяйства БССР (21 октября 1965 — 16 июля 1990)[53][54]
- Народный комиссариат местной промышленности БССР (10 августа/3 сентября 1934 — март 1946)[7][55]
  - Министерство местной промышленности БССР (март 1946 — 29 июня 1953; 21 октября 1965 — 3 / 10 июня 1991)[56][57]
- Министерство местной и топливной промышленности БССР (29 июня 1953 — 29 мая 1957)[58]
- Народный комиссариат местной топливной промышленности БССР (26 августа 1939 — март 1946)[59]
  - Министерство местной топливной промышленности БССР (март 1946 — 29 июня 1953)[60]
- Министерство монтажных и специальных строительных работ БССР (с 21 октября 1965)[61]
- Народный комиссариат мясной и молочной промышленности БССР (22 июля 1939 — март 1946)[62]
  - Министерство мясной и молочной промышленности БССР (март 1946 — 17 апреля 1953; 21 октября 1965 — 6 декабря 1985)[63][64]

### Н
- Министерство народного образования БССР (11 мая 1988 — ноябрь 1991)[65][66]
- Народный комиссариат народной связи БССР (декабрь 1920 — 1921)[67]

### О
- Министерство охраны общественного порядка БССР (5 сентября 1962 — 9 декабря 1968)[68][12]

### П
- Народный комиссариат пищевой промышленности БССР (25 декабря 1936 — март 1946)[7]
  - Министерство пищевой промышленности БССР (март 1946 — 17 апреля 1953, 21 октября 1965 — 22 ноября 1985)[69][70]
- Министерство плодоовощного хозяйства БССР (7 января 1981 — 22 ноября 1985)[13][71]
- Народный комиссариат продовольствия БССР (17 декабря 1920 — 25 июля 1924)[72]
- Министерство производства и заготовок сельскохозяйственных продуктов БССР (3 апреля 1962 — 16 марта 1965)[26]
- Министерство промышленного строительства БССР (25 марта 1967 — 5 сентября 1986)[73]
- Министерство промышленности мясных и молочных продуктов БССР (14 мая 1954 — 8 июля 1957)[63]
- Министерство промышленности продовольственных товаров БССР (30 октября 1953 — 29 мая 1957)[74][75]
- Народный комиссариат промышленности строительных материалов БССР (26 апреля 1940 — март 1946)[76]
  - Министерство промышленности строительных материалов БССР (март 1946 — 29 мая 1957; с 21 октября 1965)[77]
- Министерство промышленных товаров широкого потребления БССР (30 октября 1953 — +++ см. 72?)[78]
- Народный комиссариат просвещения БССР (декабрь 1920 — март 1946)[79]
  - Министерство просвещения БССР (март 1946 — 11 мая 1988)[80][65]

### Р
- Народный комиссариат рабоче-крестьянской инспекции БССР (17 декабря 1920 — 8 марта 1934)[81][82]

### С
- Министерство связи БССР (5 января 1955 — 16 июля 1990)[83][84]
- Министерство связи и информатики БССР (с 16 июля 1990)[84]
- Министерство сельского строительства БССР (21 октября 1965 — 1 января 1986)[85][86]
- Министерство совхозов БССР (15 февраля 1947 — 24 апреля 1953; 22 октября 1953 — 30 мая 1957)[87]
- Министерство сельского хозяйства БССР (15 февраля 1947 — 24 апреля 1953; 26 декабря 1953 — +++; 16 марта 1965 — 22 ноября 1985 / 1 января 1986)[26][88][89]
- Министерство сельского хозяйства и заготовок БССР (24 апреля 1953 — 26 декабря 1953)[90]
- Министерство сельского хозяйства и продовольствия БССР (с 20 февраля 1991)[91]
- Народный комиссариат снабжения БССР (28 февраля 1931 — 29 июля 1934)[92]
- Народный комиссариат социального обеспечения БССР (17 декабря 1920 — март 1946)[93]
- Министерство социального обеспечения БССР (с марта 1946)
- Министерство строительства БССР (12 ноября 1954 — 15 мая 1957; 14 ноября 1957 — 25 марта 1967; с 5 сентября 1986)[94][73]
- Министерство строительства и эксплуатации автомобильных дорог БССР (с 17 декабря 1973)[95]

### Т
- Народный комиссариат текстильной промышленности БССР (26 сентября 1939 — март 1946)[96]
  - Министерство текстильной промышленности БССР (март 1946 — 5 февраля 1949; октябрь 1955 — 20 июня 1956)[97][98]
- Народный комиссариат технических культур БССР (15 января 1946 — март 1946)[99]
  - Министерство технических культур БССР (март 1946 — 15 февраля 1947)[100]
- Министерство топливной промышленности БССР (26 апреля 1977 — 16 июня 1988)[101]
- Народный комиссариат торговли БССР (8 мая 1926 — 28 февраля 1931; 3 апреля 1938 — март 1946)[102]
  - Министерство торговли БССР (с марта 1946)
- Министерство торфяной промышленности БССР (21 октября 1965 — 26 апреля 1977)[103][104]
- Министерство транспорта БССР (с 16 июня 1988)[105]
- Народный комиссариат труда БССР (17 декабря 1920 — 29 сентября 1933)[106]

### Ф
- Народный комиссариат финансов БССР (февраль 1919 — март 1919; декабрь 1920 — март 1946)[107]
  - Министерство финансов БССР (с марта 1946)

### Х
- Министерство хлебопродуктов БССР (20 июня 1956 — 26 ноября 1958???/24 марта 1961)[108]

### Ю
- Народный комиссариат юстиции БССР (17 декабря 1920 — 26 марта 1946)[109]
  - Министерство юстиции БССР (26 марта 1946 — 20 февраля 1960)[110]